# Guilequi
El guilequi és una de les llengües iràniques del grup nord-occidental. És la llengua dels guilacs o guilanis, habitants de la província de Guilan, parlada per més de tres milions de persones, bàsicament a l'Iran. És un idioma amenaçat per manca de reconeixement institucional. Té dues varietats principals, el galeixi i el raixti, i té moltes similituds amb el mazanderani.
La seva gramàtica és similar a la del persa, llengua de què té una forta influència per motius de contacte polític i que és la segona llengua de la majoria dels parlants de guilequi. Els verbs simples es formen a partir de dues arrels o temes, una de present i una de perfet, mentre que els compostos es formen mitjançant afixos. El guilequi declina els noms en cas nominatiu, acusatiu i genitiu.

## Nom de la llengua
El nom de la llengua és "گیلکی". Tenint en compte que aquesta llengua utilitza un sistema d'escriptura que de dreta a esquerra, contrari a l'alfabet llatí, i basant-se amb la taula de les lletres que componen la escriptura d'aquest idioma i exemple d'ús a la Web d'Omniglot, en enllaç, obtenim la següent informació:
گیلکی: està compost per símbols گ ی ل ک ی. De dreta a esquerra:
- گ = lletra gāf. Representa el so [g].
- ی = lletra ïé amb dos punts a baix. La lletra sola només representa el so [j], però quan porta dos punts a baix, com és el cas de la paraula "گیلکی", representa el so [i].
- ل = lletra lām. Respresenta el so [l].
- ک = lletra kāf. Representa el so [k].
- ی = lletra ïé un altre cop.

D'aquesta manera obtenim que la paraula گیلکی representa els següents sons: [g] [i] [l] [k] [i].
Remarquem que la lletra lām està escrita com a ل, sense cap diacrític a sobre ni a sota i vé seguida de la lletra kāf, escrita com a ک. A la pàgina d'Omniglot la frase d'exemple d'ús de la lletra lām, conté 2 exemples d'ús:
- جقلأن, transcrit com a jəqəlan. Aquí notem que la lletra lām, seguida de la lletra àlif formen la lligadura لأ (lā), comprosta de ل أ (lām i àlif). Àlif amb aquest diacrític a sobre representa el so [a].
- مملکته, transcrit com a məmləkət-ə. Aquí la lletra lām vé seguida de la lletra kāf, igual que en la paraula گیلکی. Com que la lletra lām no porta cap diacrític a sobre ni a sota, i es tracta d'escriptura idèntica d'aquestes dues lletres, la pronunciació també és la mateixa [lək], semblant a la [e] neutra en català.

D'aquesta forma obtenim que la pronunciació de la paraula گیلکی és la següent:
[g] [i] [l] [ə] [k] [i] → [giləki]. Tenint en compte aquesta pronunciació, per poder adaptar-la a l'alfabet català cal fer les següents modificacions:
- El so [g] en català si vé seguit de la vocal [e] o [i], s'escriu gue/gui en comptes de ge/gi.
- El so [ə], com que representa la [e] neutra, s'escriu amb la lletra e.
- El so [k], quan vé seguit del so [e] o [i] es converteix en que/qui.

Així, la paraula original گیلکی, trascrita fonèticament com a [giləki], en alfabet català, segons les normes de l'ortografia ha de ser escrita com a guilequi, sense cap accent ortogràfic, ja que l'accentuació cau en la síl·laba gui-le-qui, per tant no du cap accent.